# Фролков Володимир Йосипович
Фролков Володимир Йосипович (рос. Фролков Владимир Иосифович; нар. 18 серпня 1920, м. Орша, Вітебська губернія, Російська імперія) — радянський український звукооператор і звукорежисер. Нагороджений орденами Вітчизняної війни І і II ст., Червоної Зірки, медалями. 

## Біографія
Народився 18 серпня 1920 р. 
Учасник німецько-радянської війни 1941—1945 рр.. 
Закінчив Ленінградський інститут кіноінженерів (1951). 
З 1952 р. — звукооператор Одеської студії художніх фільмів.
Член Національної спілки кінематографістів України.
У 2010 році за багаторічну сумлінну працю, значний особистий внесок у розвиток вітчизняного кінематографа і з нагоди 90-річчя від дня народження нагороджений Почесною відзнакою Одеського міського голови «Знак пошани»

## Фільмографія
Оформив кінокартини:
- «Повість про перше кохання» (1956),
- «Зміна починається о шостій» (1958),
- «Виправленому вірити» (1959),
- «Їм було дев'ятнадцять...» (1959),
- «Дивак-людина» (1961),
- «Шурка обирає море» (1963),
- «Іноземка» (1965),
- «Продавець повітря» (1967, у співавт.),
- «Випадок зі слідчої практики»,
- «Останній фейєрверк»,
- «Золотий годинник» (1968),
- «Між високими хлібами» (1970, у співавт. з А. Нетребенком),
- «Синє небо» (1971),
- «За твою долю» (1972),
- «Здрастуйте, лікарю!» (1974),
- «Я — Водолаз 2» (1975),
- «Квіти для Олі» (1976),
- «Ненависть» (1977, у співавт. з Ігорем Скіндером),
- «Друге народження» (1979),
- «Забудьте слово „смерть“» (1980)
- «Очікування полковника Шалигіна» (1981, у співавт.) та ін.